# EL.P
EL.P – drugi studyjny album zespołu L.Stadt, tworzony od grudnia 2008 do listopada 2010 roku. Pierwsza płyta zespołu po nawiązaniu współpracy z Mystic Production.
Płyta zmiksowana i zmasterowana przez Michaela „Counta” Eldridge’a. Znalazło się na niej dziewięć utworów.

## Lista utworów
1. Death of a Surfer Girl – 2:43
2. Fashion Freak – 2:51
3. Smooth – 3:21
4. Ciggies – 2:49
5. Charmin/Lola – 3:06
6. Puppet's Song No1 – 3:13
7. Mumms Attack – 2:09
8. Sun – 3:30
9. Jeff – 4:16

## Twórcy
- Łukasz Lach - wokal, gitara, pianino, elektronika
- Adam Lewartowski - gitara basowa, scratch
- Radosław Bolewski - bębny
- Andrzej Sieczkowski - perkusja
- muzyka - Łukasz Lach & L.Stadt
- słowa - Łukasz Lach
- muzyka i słowa Sun - Adam Lewartowski, Łukasz Lach, Daniel Lukic
- słowa Jeff i Puppet's Song No.1 - John Hodgetts
- produkcja - Łukasz Lach i L.Stadt
- mix i mastering Count